# 栃木県道107号氏家停車場線

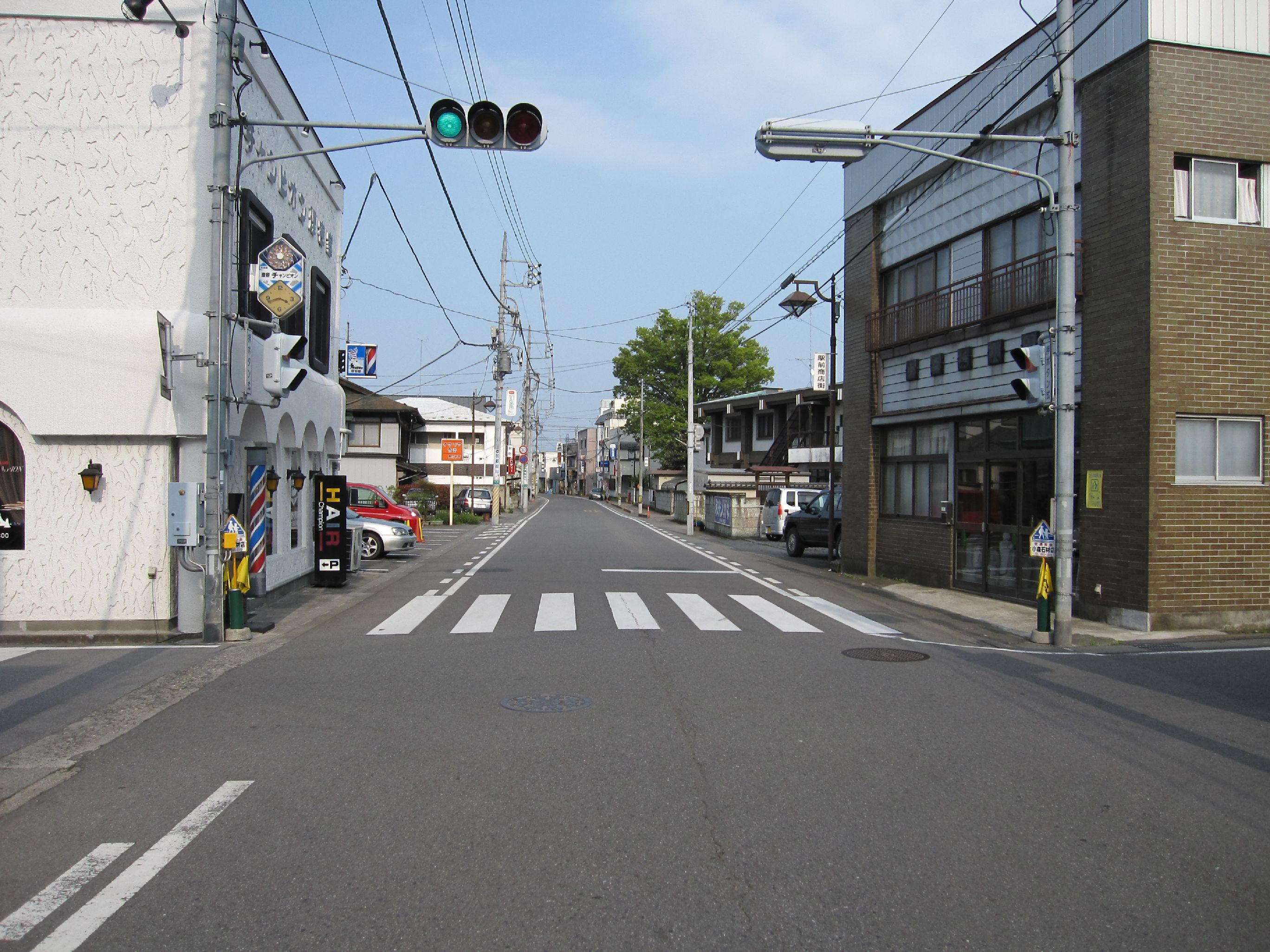
起点付近より終点方向を望む

栃木県道107号氏家停車場線（とちぎけんどう107ごう うじいえていしゃじょうせん）は、栃木県さくら市に位置する一般県道である。

## 概要
JR氏家駅の東側から、旧国道4号でありさくら市市街地のメインストリートである県道181号につながる道路。沿線は民家や商店が立ち並ぶ生活道路となっている。

## 路線データ
- 総延長：0.327km
- 起点：栃木県さくら市氏家（氏家停車場）
- 終点：栃木県さくら市氏家（氏家駅東入口交差点＝栃木県道181号上高根沢氏家線交点）
- 認定：1961年（昭和36年）4月1日

## 沿線施設
- JR宇都宮線氏家駅
- さくら警察署氏家駅前交番
- 西導寺